# Théologie pastorale
Pour les articles homonymes, voir pastorale.
Ne doit pas être confondu avec pastoralisme.

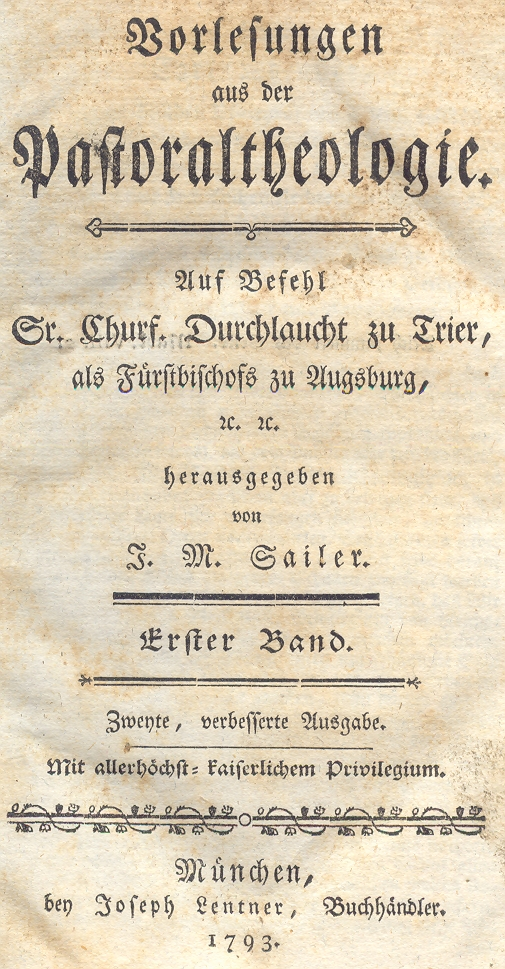
Page de titre des Leçons de théologie pastorale de Johann Michael Sailer, Munich, 1793.

La théologie pastorale est une discipline interne à la théologie chrétienne dont la délimitation varie selon les confessions. 
Dans la théologie catholique, le terme a été utilisé à partir du XVIIIe siècle comme synonyme de la théologie pratique. Cette acception est restée valable jusqu'au XXe siècle, où la théologie pastorale désigne la réflexion sur l’action ecclésiale, en tant que passage à la communication (prédication et catéchèse) et à la vie quotidienne (sacrements et toutes activités pastorales) des éléments saisis dans l’étude des textes bibliques et de la théologie systématique et dogmatique. Dans la théologie protestante, la théologie pastorale correspond depuis Friedrich Schleiermacher à un sous-domaine de la théologie pratique, à savoir la doctrine de la nature, de la fonction, de la profession et du rôle du pasteur.

## Axes de réflexion
Concrètement la théologie pastorale réfléchit à :
- l’éveil à la foi et la formation chrétienne (comment l’adapter à différents groupes : enfants, adolescents, chrétiens mal croyants, marginaux ou en situation irrégulière, etc.) ;
- la vie liturgique et sacramentelle des communautés chrétiennes ;
- l’accompagnement psychologique, moral et spirituel des personnes ;
- l’attention spéciale aux personnes et groupes ayant des difficultés particulières (malades et mourants, personnes âgées, réfugiés, drogués, marginaux, etc.) ;
- le combat pour le respect des droits de l'homme, la paix et la justice sociale ;
- la dimension missionnaire des communautés chrétiennes avec ouverture aux autres religions et idéologies.

## Histoire

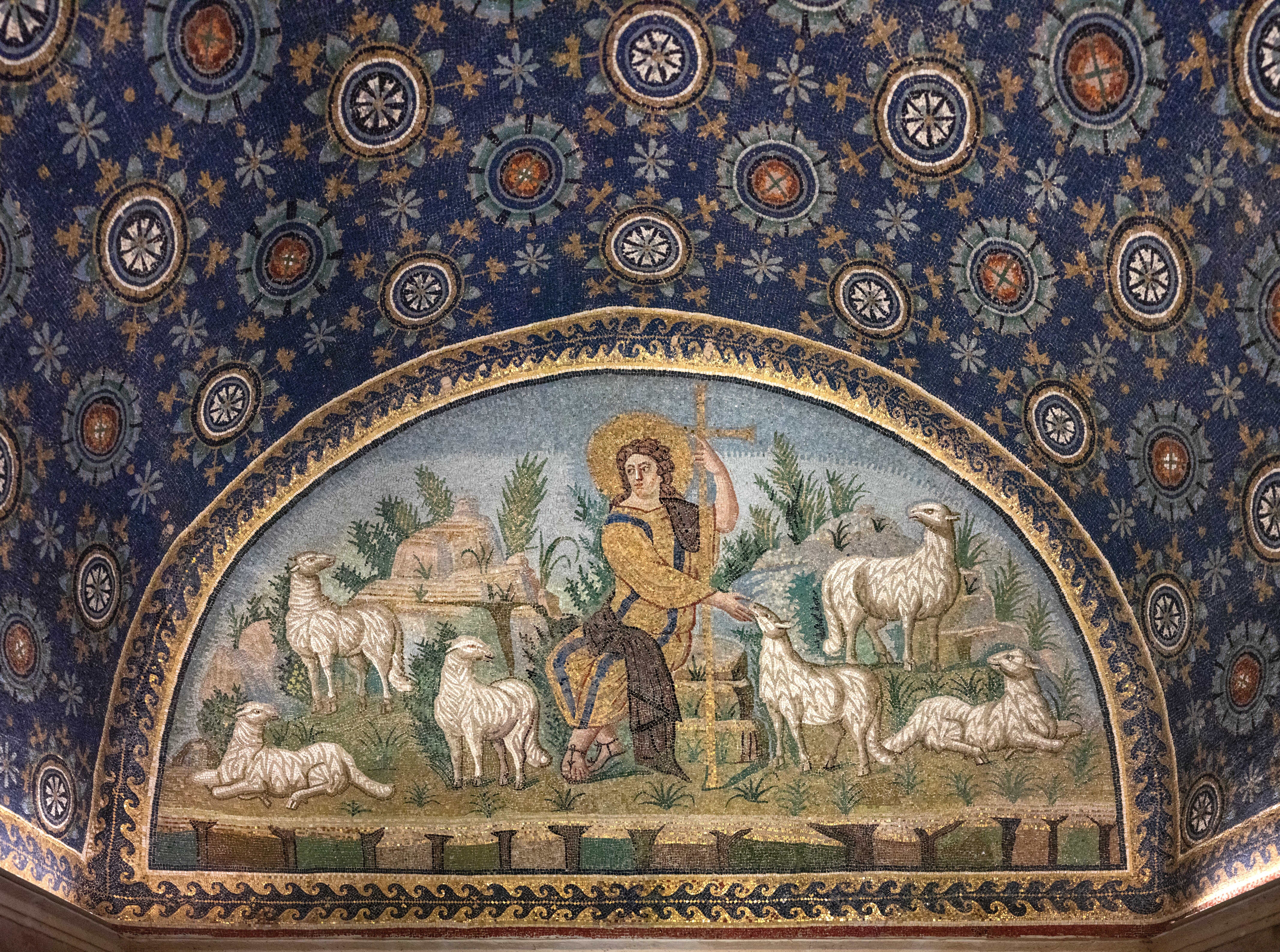
Mosaïque du Bon Pasteur, mausolée de Galla Placidia, Ravenne (Ve siècle).

L’action ecclésiale et la théologie pastorale ont été étudiées par certains Pères de l’Église, notamment Jean Chrysostome (347-407) et Grégoire le Grand (540-604). Son aspect de réflexion systématique est cependant plus récent par rapport aux autres domaines de la théologie. La constitution pastorale Gaudium et spes (sur l’Église dans le monde) du concile Vatican II a largement contribué au développement des recherches dans ce domaine.